# ماثيو كلاي
ماثيو كلاي (بالإنجليزية: Matthew Clay)‏ هو سياسي أمريكي، ولد في 25 مارس 1754 في الولايات المتحدة، وتوفي في 27 مايو 1815 في نفس البلد. حزبياً، نشط في الحزب الجمهوري الديمقراطي. وقد انتخب عضو مجلس نواب الولايات المتحدة عن ولاية فرجينيا وانتخب عضو مجلس النواب الأمريكي.